# Jack Dragna
Jack Ignatius Dragna, nato Ignazio Dragna (Corleone, 18 aprile 1891 – Los Angeles, 23 febbraio 1956), è stato un mafioso italiano,  leader di Cosa nostra statunitense in California, storico componente della Cupola Americana sin dall'inizio, e capo della Famiglia di Los Angeles dall'inizio degli anni trenta fino alla sua morte avvenuta nel 1956.
Suo fratello Tom Dragna è stato il consigliere della Famiglia.

## Biografia

### Gli inizi
Dragna nacque a Corleone, in provincia di Palermo, il 18 aprile 1891, figlio di Francesco Paolo Dragna e di Anna Dragna. Il 18 novembre 1898 il piccolo Ignazio assieme a suo padre, sua madre, sua sorella Giuseppa e suo fratello Gaetano s'imbarcano al porto di Palermo sul piroscafo SS Alsatia diretto in America.
I Dragna si stabiliscono in una zona di Brooklyn, dove vive il loro parente Antonio Rizzotto, anch'egli di Corleone. I Dragna resteranno a New York per circa dieci anni, prima di far ritorno in Sicilia nei primi mesi del 1908.
Qui il giovane Ignazio viene chiamato a svolgere il servizio di leva nell'esercito italiano. Una volta finita la leva militare, entra a far parte della locale cosca mafiosa di Corleone. Nel 1914 emigra nuovamente in America, assieme a suo fratello Gaetano.
Ristabilitosi quindi a New York, Dragna e suo fratello si inseriscono nella gang che domina tutto il Bronx, guidata da un suo giovane amico e compaesano, anche lui membro della Famiglia di Corleone: Gaetano Reina. Nel 1914 Dragna viene sospettato di essere l'esecutore dell'omicidio di Bernard Boff, un commerciante ebreo rivenditore di carni e pollami, e viene tenuto sempre sotto controllo dalla polizia.

### Il potere a Los Angeles
In quel periodo decide di cambiare aria e stabilirsi a Los Angeles assieme a suo fratello Tom, dove si inserisce nella locale Famiglia mafiosa guidata dal potente Boss Joseph Ardizzone. Alla fine del 1915 viene arrestato a Long Beach, un grosso centro vicino a Los Angeles, per tentata estorsione. Passerà circa un anno in carcere, e uscirà alla fine del 1916.
Assieme a suo fratello Tom incomincia ad allargare il suo giro delle estorsioni, diventando uno degli uomini più fidati di Joseph Ardizzone, capo della Famiglia. All'inizio degli anni venti viene promosso da soldato a Capodecina, a capo di un gruppo di circa venti uomini d'onore, dove suo fratello è il suo braccio destro. In pieno proibizionismo ingrandisce il suo giro di contrabbando di alcolici, in gran parte del territorio di Los Angeles e del sud della California.
Nel 1931 Joseph Ardizzone scompare di lupara bianca. Dragna diviene il capo della Famiglia, con suo fratello Tom come Consigliere, Girolamo Adamo vicecapo, e i capidecina più importanti che sono: Simone Scozzari, Samuel Sciortino, Frank Bompensiero, Nicholas Licata e Frank DeSimone, figlio del vecchio capomafia Rosario DeSimone. Dragna modernizza la cosca che conta circa 120 uomini d'onore, e ne amplia gli interessi nei vari sindacati, nell'usura, nelle estorsioni, nelle scommesse clandestine e nel gioco d'azzardo, dove gli uomini di Dragna gestiscono le bische clandestine sulle navi attraccate nei porti di Los Angeles, e della costa nel sud della California controllati completamente dalla Famiglia.
Dragna era uno stretto alleato della Famiglia di San Francisco, del quale era il supervisore nella West Coast su ordine della Commissione, ed era in ottimi rapporti con Tommaso Gagliano, suo compaesano e capo di una delle cinque Famiglie di New York, con Lucky Luciano, con Frank Nitti di Chicago, e con Al Polizzi boss della Famiglia di Cleveland.

### La morte di Siegel e la faida con Cohen
Nel 1947 Bugsy Siegel viene assassinato, e così il suo posto viene preso dal suo ex-guardaspalle Mickey Cohen, che con la sua banda incomincia a dare fastidio alla Famiglia. La banda di Cohen, anche se nettamente più debole e numericamente inferiore, darà filo da torcere alla cosca di Dragna. Così scoppia la faida, che durerà dalla fine degli anni quaranta fino agli inizi degli anni cinquanta, fino a quando la banda verrà decimata dagli omicidi; lo stesso Cohen, dopo essere scampato miracolosamente a cinque tentati omicidi, verrà arrestato e condannato a una lunga pena detentiva.

### Gli affari
Con l'espansione di Las Vegas Dragna e la sua cosca prendono il possesso di alcuni casinò. La Famiglia sotto Dragna controlla anche i vari sindacati del cinema a Hollywood, a cui estorce grosse somme di denaro tramite il suo socio e uomo di fiducia John Roselli. Sempre in quel periodo Dragna e altri importanti esponenti della Famiglia sono sospettati di far parte di un grosso traffico di eroina con la Sicilia, in collaborazione con le altre Famiglie d'America. Infatti la Famiglia è la principale importatrice e distributrice di eroina in California.
Dragna fu un boss riservato che mantenne sempre un basso profilo, cercando di non attirare su di sé e sull'organizzazione le attenzioni della polizia e delle autorità. Tuttavia alla metà degli anni cinquanta, subito dopo la commissione Kefauer, la polizia di Los Angeles e l'FBI, s'impegnano in una campagna contro la criminalità organizzata. Dragna e altri membri della Famiglia verranno arrestati ma subito scarcerati grazie agli importanti contatti politici.

### Gli ultimi anni
Dopo la morte della moglie avvenuta agli inizi degli anni cinquanta, iniziò una relazione con una donna molto più giovane di lui. Diversi agenti di polizia in borghese stazionavano fuori dal suo appartamento. I poliziotti usavano i dispositivi per intercettare le sue conversazioni.
Per un breve periodo si trasferì a Las Vegas per curare da vicino i suoi interessi nei casinò, soprattutto per sviare le indagini della polizia su di lui. Dopo un po' di tempo si trasferì a San Diego a casa di sua figlia e suo genero.
Il 23 febbraio 1956, Ignazio Dragna muore per un attacco di cuore, all'età di 66 anni. Gli succede alla guida della Famiglia Frank DeSimone.